# Гран Канарија
Гран Канарија (шп. Gran Canaria) јесте вулканско острво у Шпанији и треће је по површини острво у Канарском архипелагу, после Тенерифа и Фуертевентуре. Налази се у Северном Атлантику, на неких 200 км западно од јужне обале Марока и на око 1.350 км југозападно од континенталног дела Шпаније.
У политичком погледу острво је део покрајине Канарска Острва, односно покрајине Лас Палмас. Највећи градски центар на острву је град Лас Палмас де Гран Канарија који је уједно и провинцијски центар. На острву живи око 850.000 становника. Административно је подељено на 21 општину. Гран Канарија је друго острво архипелага по насељености након Тенерифа.
Први становници Гран Канарије била су берберска племена Канари, или Гуанчи како их називају у Шпанији, која су се на острво доселила у периоду између  и V века пре нове ере са подручја северозападне Африке. Гуанчи су острво називали „Тамаран“ или у преводу „Земља храбрих“. Гран Канарија постаје делом шпанске државе Круна Кастиље у априлу 1483. након петогодишњих борби између Шпанаца које је предводила краљица Изабела I и месних Гуанча. Од тада Гран Канарија постаје веома важна полазна тачка за шпанске освајачке походе у Новом свету, па је тако и Кристифор Колумбо на свом првом путовању у Америку 1492. неколико дана провео у луци у Лас Палмасу.

## Етимологија
Међу историчарима и лингвистима не постоји сагласност о тачном пореклу имена Канарских острва. Према неким раширеним теоријама изворна имена острва су Тамеран, Тамаран или Тамарант (са значењем Земља храбрих или чак Острво палми) и доводе се у везу са берберским Канарима који су се први населили на острва. Међутим како се име Тамаран у писаним изворима први пут помиње тек у 19. веку много реалнија теорија је она према којој име Канарија представља романизовану верзију изворног имена.
Римски природњак и путописац Плиније Старији у свом делу Познавање природе (Naturalis historia) помиње једно од острва у архипелагу Срећних острва које је име добило по бројним псима (canes) који су тамо живели (Књига 6, поглавље 23). У истом делу (књига 5) Плиније извештава римског генерала Гаја Паулина о свом путовању преко Атласких планина и даље ка западу и помиње народ по имену Канари који живе са много паса. На основу неких лингвистичких студија антропоним Канарија највероватније води порекло од берберског племена Канари.
Шпански историчар Педро Лопез де Ајала у свом делу Хронике кастиљанских краљева (Crónicas de los Reyes de Castilla) у делу из 1393. посвећеном краљу Енрикеу III помиње Канаре Гранде. Иако је дело објављено доста после смрти аутора и сумња се да су неки делови додавани пре штампања, сматра се то првим извором на шпанском језику у којем се помиње овај топоним.
Први детаљнији опис острва потиче из француских хроника насталих вероватно у периоду између 1404. и 1420. У поменутом тексту често се помиње термин Le Canarien односно El Canario.

## Географија и геологија
Острво Гран Канарија смештено је у северном делу Атлантског океана на око 200 км западно од јужних обала Марока, односно на око 1.350 км југозападно од обала шпанске аутономне заједнице Андалузије и португалске покрајине Алгарве. Острво се налази готово у централном делу Канарског архипелага, између Тенерифа на северозападу и западу и Фуертевентуре на истоку. Са површином од 1.560 km² на трећем је месту у архипелагу, после Тенерифа и Фуертавентуре.
Острво има готово округао облик, пречника око 50 км. Обале су доста ниске и слабо разуђене, а укупна дужина обалске линије је око 236 км.
Острво је вулканског порекла и изразито је планинског карактера. Највиши врх је угашени стратовулкан Пико де лас Нијевес (шп. Pico de Las Nieves), лежи на надморској висини од 1.949 метара и налази се готово у географском центру острва. Његове падине се стрмо спуштају ка обали, што је посебно изражено уз западну обалу. Северна, источна и јужна обала су нешто ниже. Други врх по висини на острву је Роке Нубло (шп. Roque Nublo) висине 1.813 метара. Роке Нубло представља један од симбола целог архипелага и специфичан је по огромном монолиту висине 80 метара који се налази на самом врху. Овакве вулканске мегалитне формације нису реткост на острву, а познате су још и Фраиле (шп. El Fraile), Ла Рана (La Rana), Дедо де Диос (El Dedo de Dios), Бентајга (Bentayga), Роке де Грандо (Roque de Gando) и Пењон Бермехо (el Peñón Bermejo).
Равничарска подручја на острву готово да не постоје, а уски појас нешто нижег земљишта налази се једино уз обалу.
На острву не постоје стални водотоци, већ су карактеристичне суве клисуре које се стрмо спуштају ка обали и које у време кишног периода попримају карактере бујичних токова.

### Геологија
Острво је изразито вулканског порекла, и око 80% његове масе је формирано током миоцена, старости између 14 и 9 милиона година. Тај геолошки период у којем је формиран највећи део острва означен је „примарни циклус“. У основи острва налазе се изразито алкалне базалтне стене, са честим изливима трахита, фонолита и пералкалних стена. Након овог периода уследио је период интензивног ерозивног деловања који је трајао до пре 4 милиона година.
У другом циклусу вулканских ерупција („епоха Роке Нубло“) који је трајао у периоду између 4,5 и 3,4 милиона година формирани су највиши врхови на острву и маса острва је повећана за око 100 km³ изливног материјала. Овај период завршен је снажним пирокластичним ерупцијама.
Последњи геолошки циклус започео је пре око 2,8 милиона година и траје још и данас, а последња вулканска ерупција на острву се десила пре око 3.500 година.
Током периода интензивније ерозивне активности и формирања површинских облика рељефа, долазило је до смањења запремине острва што је доводило до постепеног издизања. Те осцилације износиле су и до 400 метара током геолошке историје. Највиша таква фосилна површ налази се изнад залива Конфитал и лежи на 130 метара изнад нивоа мора. Поједини фосилни марински облици могу се наћи широм острва и на висинама до 230 метара.

### Клима
У зависности од правца ветрова, рељефа и надморске висине, Гран Канарија се одликује бројним типовима микроклиме због чије велике разноврсности је често називају „континент у малом“. Посебно су велике климатске разлике између делова острва који су под ударом ветрова у односу на оне који су у заветрини. Острво се налази у зони дејства северних пасата који дувају у правцу североистока и који северним и северозападним деловима острва доносе обилне падавине, али и густе магле. Са друге стране са истока и југа дува суви пустињски ветар Калима који острву из правца Сахаре доноси сув и топао ваздух, а често и вртлоге пустињског песка. Под утицајем овог ветра температуре ваздуха неретко достижу и вредности од 50 °C.
Температуре ваздуха су доста високе током целе године (посебно у приобалним деловима острва) и крећу се у просеку између 20 °C зими и 26 °C током лета. У току зиме повремено долази до продора хладнијих ваздушних маса, али температуре никада не падају испод 10 °C. У планинским подручјима нису ретке појаве мраза и снежних падавина. Просечна годишња сума падавина је око 140 мм и излучују се углавном у зимском делу године, док су лета готово без падавина. Температуре морске воде у обалном појасу се крећу између 18 и 23 °C.
Главни град острва Лас Палмас де Гран Канарија се сматра градом са најпогоднијом климом за живот на свету. Место Моган у југозападном делу острва је најсунчаније насељено место на подручју Европске уније.
| Клима Гран Канарије (1981—2010)        | Клима Гран Канарије (1981—2010) | Клима Гран Канарије (1981—2010) | Клима Гран Канарије (1981—2010) | Клима Гран Канарије (1981—2010) | Клима Гран Канарије (1981—2010) | Клима Гран Канарије (1981—2010) | Клима Гран Канарије (1981—2010) | Клима Гран Канарије (1981—2010) | Клима Гран Канарије (1981—2010) | Клима Гран Канарије (1981—2010) | Клима Гран Канарије (1981—2010) | Клима Гран Канарије (1981—2010) | Клима Гран Канарије (1981—2010) |
| Показатељ \ Месец                      | .Јан.                           | .Феб.                           | .Мар.                           | .Апр.                           | .Мај.                           | .Јун.                           | .Јул.                           | .Авг.                           | .Сеп.                           | .Окт.                           | .Нов.                           | .Дец.                           | .Год.                           |
| -------------------------------------- | ------------------------------- | ------------------------------- | ------------------------------- | ------------------------------- | ------------------------------- | ------------------------------- | ------------------------------- | ------------------------------- | ------------------------------- | ------------------------------- | ------------------------------- | ------------------------------- | ------------------------------- |
| Максимум, °C (°F)                      | 20,8 (69,4)                     | 21,2 (70,2)                     | 22,3 (72,1)                     | 22,6 (72,7)                     | 23,6 (74,5)                     | 25,3 (77,5)                     | 26,9 (80,4)                     | 27,5 (81,5)                     | 27,2 (81)                       | 26,2 (79,2)                     | 24,2 (75,6)                     | 22,2 (72)                       | 24,2 (75,6)                     |
| Просек, °C (°F)                        | 17,9 (64,2)                     | 18,2 (64,8)                     | 19,0 (66,2)                     | 19,4 (66,9)                     | 20,4 (68,7)                     | 22,2 (72)                       | 23,8 (74,8)                     | 24,6 (76,3)                     | 24,3 (75,7)                     | 23,1 (73,6)                     | 21,2 (70,2)                     | 19,2 (66,6)                     | 21,2 (70,2)                     |
| Минимум, °C (°F)                       | 15,0 (59)                       | 15,0 (59)                       | 15,7 (60,3)                     | 16,2 (61,2)                     | 17,3 (63,1)                     | 19,2 (66,6)                     | 20,8 (69,4)                     | 21,6 (70,9)                     | 21,4 (70,5)                     | 20,1 (68,2)                     | 18,1 (64,6)                     | 16,2 (61,2)                     | 18,2 (64,8)                     |
| Количина падавина, mm (in)             | 25 (0,98)                       | 24 (0,94)                       | 13 (0,51)                       | 6 (0,24)                        | 1 (0,04)                        | 0 (0)                           | 0 (0)                           | 0 (0)                           | 9 (0,35)                        | 16 (0,63)                       | 22 (0,87)                       | 31 (1,22)                       | 151 (5,94)                      |
| Дани са падавинама (≥ 1 mm)            | 3                               | 3                               | 2                               | 1                               | 0                               | 0                               | 0                               | 0                               | 1                               | 2                               | 4                               | 5                               | 21                              |
| Сунчани сати — месечни просек          | 184                             | 191                             | 229                             | 228                             | 272                             | 284                             | 308                             | 300                             | 241                             | 220                             | 185                             | 179                             | 2.821                           |
| Извор: Agencia Estatal de Meteorología |                                 |                                 |                                 |                                 |                                 |                                 |                                 |                                 |                                 |                                 |                                 |                                 |                                 |

### Живи свет
Вегетација на Гран Канарији је зоналног карактера и њен распоред зависи како од надморске висине, тако и од специфичности микроклиме у одређеном делу острва. На Гран Канарији издвајају се следећи висински вегетацијски појасеви:
- Зона Кардонал-табајбал — од обале мора до 800 метара, појас је полупустињске вегетације у којем доминирају ксерофитне биљке из рода Euphorbia (разне врсте кактуса, Euphorbia balsamifera), односно жбунаста зимзелена вегетација.
- Прелазна шумска зона — у зависности од микроклиме пружа се између 200-500 и 1.000 метара надморске висине. То је појас са нешто већом количином влаге, али и мањом инсолацијом. Карактеришу га термофилна дрвенаста вегетација у којој доминирају разне врсте палми (посебно ендемска Phoenix canariensis), змајево дрво (Dracaena draco), мастика, дивља маслина. Иако је овај појас доста густо насељен на доста места је очувана природна формација.
- Зона ловорових шума (Монтеверде) — између 500 и 1.200 метара, обухвата углавном подручја у северном делу острва са већом количином падавина. У том подручју доминирају шуме ловора.
- Појас канарског бора — обухвата подручја између 600 и 1.000 до 1.950 метара надморске висине. Канарски бор (Pinus canariensis) је најраширенија биљна врста на острву која заузима највеће површине, са појединим примерцима који нарасту и преко 20 метара висине. Борове шуме су доста очуване јер обично обухватају подручја која су ретко насељена, доста су ретке и у њима је присутно одсуство другог растиња.

Нешто мање од половине укупне површине острва (667 km² или 42,7%) представља заштићену природну зону којом управља Канарски центар за заштиту природе (шп. Red Canaria de Espacios Naturales Protegidos). Од укупно 146 заштићених зона колико их има у целом архипелагу, 33 се налазе на Гран Канарији. Сва природна добра су подељена у 7 категорија, а највећи степен заштите заузима 6 резервата природе (Брезал, Азуахе, Лос Тилос де Моја, Лос Мартелес, Лас Дунас де Маспаломас и Гуигуи (укупне површине од 7.143 ха).

## Историја
Археолошким истраживањима Канарских острва није пронађен доказ постојања људског присуства пре више од 3.000 година, а најстарији материјални докази о постојању људских насеобина на том подручју датирају из периода око 800. п. н. е.
Први писани подаци о Канарским острвима потичу из 1. века нове ере. Плиније Старији и Помпоније Мела називали су их „острвима среће“. Наиме, Плиније је на основу података о путовању краља Мавретаније Јубе II ка „сретним острвима на западу“ (која су се десила око 40. п. н. е.) детаљније описао острва по први пут назвавши их Канаријом. Плиније је сматрао да су острва добила име по бројним крупним псима које је краљ Јуба тамо пронашао, а касније се та раса паса чак нашла на грбу Острва.
Најстарији становници острва били су Гуанчи, народ берберског порекла који се ту доселио са подручја северозападне Африке и Атласа. Свако племе које је насељавало неко острво имало је посебан назив, а становници Гран Канарије називали су се Канарима. Како на Канарским острвима не постоје залихе руде гвожђа, првобитни становници су правили оруђа од камена.
Најстарија престоница државе Гуанча налазила се код данашњег места Галдар (тада Агалдар) на северу острва. У том периоду острвско становништво је било подељено на неколико племенских група, а први владар који је успео да потчини бројна мања племена и прогласи се краљем Канара био је Гумидаф. Његов син Семидан задржао је власт на целом острву, а после његове смрти острво је подељено на два краљевства — Агалдар на северозападу и Телде на југоистоку. Оба краљевства одржала су се све до шпанских освајања острва. 
Први Европљанин који је открио Канарска острва и детаљније их проучио био је ђеновљански истраживач Ланцерото Малочело који је допловио на та острва 1312. и ту и остао пуних 20 година. Чак је и острво Ланцароте прозвао по свом имену. Први документ који детаљније говори о португалској експедицији на острва потиче из 1341. године. Папа Климент VI је 7. новембра 1351. донео папску булу којом је основана католичка бискупија у граду Телди, чији је основни циљ било покрштавање месног становништва. Под благословом папе, на острво су упућени мисионари и трговци са Мајорке. Стратешки положај Канарских острва као важне трговачке станице на трговачком путу са Африком и Индијом довео је до напада шпанске севиљске флоте на острва 1393. године. Напад на острво довео је до побуне месног становништва те су са острва протерани и папски мисионари.
Шпанска освајања острва почела су почетком 1402. године, а месно становништво је успешно одолевало нападима све до 24. јуна 1478. када је уз североисточну обалу Гран Канарије пристала бројна шпанска ескадрила предвођена адмиралом Хуаном Рехоном. Шпанци су успели да освоје тај део острва и да оснују нову острвску престоницу Лас Палмас де Гран Канарија. Цело острво је за кратко време постало делом Круне Кастиље, а последњи месни владар Тенесор Семидан је након покрштавања 1483. постављен за управника острва. Након шпанских освајања велики део материјалних културних добара народа Гуанча је неповратно изгубљен, што због уништавања у време ратова, што због асимилације.
Франсис Дрејк није успео да 1595. опљачка острво. Четири године касније Холанђани су под командом адмирала Питера ван дер Доса опљачкали и делимично разрушили Лас Палмас.
Године 1821. подручје целог архипелага проглашено је шпанском покрајином са седиштем у граду Санта Круз де Тенерифе на Тенерифама. Како је и град Лас Палмас такође желео статус главног града покрајине, архипелаг је у периоду између 1840. и 1873. био подељен на западни и источни део.
Краљица Изабела II је 1852. прогласила цело подручје Канарских острва зоном од посебног привредног значаја, што се веома позитивно одразило на даљи привредни напредак острва. Законским актом из 1912. свако од острва добило је одређен степен аутономије, а законом из 1927. острва су подељена на две покрајине Санта Круз де Тенерифе и Лас Палмас са истоименим административним центрима. Од 1982. Канарска острва су једна од 17 аутономних заједница Шпаније, и имају два главна града (Санта Круз де Тенерифе и Лас Палмас де Гран Канарија), а седиште покрајинске владе се мења сваке 4 године.

## Демографија
Према статистичким подацима из 2012. године, на острву Гран Канарија живело је укупно 852.225 становника, или око 40% целокупне популације Канарских острва. Највећи део становништва, нешто мање од половине живео је у главном и највећем граду острва Лас Палмасу де Гран Канарија (око 390.000). Просечна густина насељености је доста велика и износи 546,263 ст/km². Већина популације је сконцентрисана у приобалном делу док је унутрашњост готово ненасељена.
Око 9% становништва је страног порекла, највише из Немачке, а потом следе досељеници из Марока, Колумбије, Уједињеног Краљевства, Италије, Норвешке и Аргентине.
| 2000.   | 2001.   | 2002.   | 2003.   | 2004.   | 2005.   | 2006.   | 2007.   | 2008.   | 2009.   | 2010.   | 2011.   | 2012.   |
| ------- | ------- | ------- | ------- | ------- | ------- | ------- | ------- | ------- | ------- | ------- | ------- | ------- |
| 741,161 | 755,489 | 771,333 | 789,908 | 790,360 | 802,247 | 807,049 | 815,379 | 829,597 | 838,397 | 845,676 | 850,391 | 852,225 |

### Административна подела
У административном смислу острво Гран Канарија је подељено на 21 општину и део је покрајине Лас Палмас.
Општине острва Гран Канарије
1. Агаете
2. Агуимес
3. Артенара
4. Арукас
5. Ваљесеко
6. Валсекиљо де Гран Канарија
7. Вега де Сан Матео
8. Галдар
9. Инхенио
10. Ла Алдеа де Сан Николас
11. Лас Палмас де Гран Канарија
12. Моган
13. Моја
14. Сан Бартоломе де Тирахана
15. Санта Брихида
16. Санта Лусија де Тирахана
17. Санта Марија де Гија де Гран Канарија
18. Телде
19. Терор
20. Техеда
21. Фиргас

.

## Привреда
Најважније привредне делатности на острву су туризам и пољопривреда, иако пољопривредни сектор све више губи свој некадашњи значај.
Пољопривредно земљиште обухвата око 25 хиљада хектара обрадивог земљишта. Око 11 хиљада хектара површина је под пашњацима и ливадама. Најважнији пољопривредни производи и уједно најважнији извозни производи острва су банане и парадајз. Велике плантаже банана налазе се у северном делу острва, док се парадајз узгаја у јужном. У унутрашњости се интензивније узгајају житарице, махунарке и кромпир који углавном подмирују домаће потребе.
Индустријска производња се базира на лакој индустрији (посебно погони прехрамбене индустрије), а постоји и значајна фабрика за производњу цемента. Најважнији комерцијални центар је лука Ла Луз у Лас Палмасу.
Најважнија привредна делатност на острву данас је туризам. Најважнији туристички центри налазе се на јужном делу острва где су смештене и најпознатије плаже и одмаралишта. Плаја дел Инглес је најдужа пешчана плажа на острву (са дужином од 2.700 метара) и један је од најважнијих туристичких центара у целој Шпанији. Укупна дужина плажа на острву је око 60 км. Највећи број туриста долази из северне и западне Европе, а острво годишње посети око 2,2 милиона туриста.
Гран Канарија се сматра једним од најпопуларнијих ЛГБТ туристичких одредишта у Европи, а најпопуларнија места су плаже Плаја дел Инглес и Маспаломас. У Маспаломасу се сваке године у мају месецу (почев од 2001) одржава велики геј прајд који привлачи велики број туриста из свих делова света, а туристичкој заједници острва доноси велике приходе.
Интензиван развој туризма повлачи за собом и грађевинску индустрију.

### Саобраћај
Најважнија веза острва са остатком света је Међународни аеродром Гран Канарија (код ИАТА: LPA) који се налази на источној обали, на око 20 км од Лас Палмаса. Са прометом од 10,5 милиона путника 2011. највећа је то ваздухопловна лука на Канарима и пета по величини у Шпанији. На аеродрому се налази и база Ратног ваздухопловства Шпаније.
Најважнији друмски правац је магистрала ГЦ-1 која повезује главни град острва са туристичким центрима на југу (укупна дужина магистрале је 71 км).
Најважнија лука острва налази се у Лас Палмасу (шп. Puerto de La Luz) и најважнија је лука не само на Канарском архипелагу него и у целом источном делу централног Атлантика. Редовним бродским линијама повезана је са 180 других лучких центара на пет континената. Због близине богатих риболовних подручја кроз луку се годишње транспортује преко 400.000 тона смрзнуте рибе. Кроз докове ласпалмаске луке годишње прође преко 600.000 контејнера разне робе, и просечно преко милион путника (што страних што домаћих). Са 850 везова највећа је то лука у архипелагу.
На територији луке налазе се и сервисни центри за бродове.

## Спорт
Рекреативни спортови развијени су на свим деловима острва, док је најважнији центар професионалног спорта град Лас Палмас.
Најпопуларнији спортови су фудбал, кошарка и одбојка. Фудбалски клуб Лас Палмас је највећи спортски тим на острву. Основан је 1949, а највећи успеси клуба су друго место у шпанској Примери у сезони 1968/69. и финале националног Купа Краља у сезони 1977/78. Клуб се тренутно такмичи у Примери, а своје домаће утакмице игра на Естадио де Гран Канарија (капацитета 32.000 места) који је уједно и највећи спортски објекат на острву.
Кошаркашки клуб Гран Канарија редован је учесник елитне шпанске АЦБ лиге. Неке од утакмица групне фазе Светског првенства у кошарци 2014. играће се у новосаграђеној дворани спортова у Лас Палмасу капацитета 11.000 места. Женски одбојкашки клубови Лас Палмас и Ла Каха де Канарија се такмиче у елитном женском лигашком такмичењу у Шпанији.
На острву се налазе бројни голф терени, а голф клуб Real Club De Golf De Las Palmas, основан 17. децембра 1891. најстарији је голф клуб у Шпанији.
Најпопуларније рекреативне спортске активности на острву су једрење, роњење на дах и рекреативно роњење, параглајдинг и сурфинг. Најважнији једриличарски клубови налазе се у Лас Палмасу (најпознатији је Реал клуб наутико де Гран Канарија) и Маспаломасу. Унутрашњост острва је идеалан терен за планинско пешачење.
Спортска дисциплина која је карактеристична искључиво за Канарска острва је канарско рвање (шп. Lucha Canaria), а специфично је по томе што представља екипни спорт где свака екипа броји 12 чланова.